# 다이어트 음료
다이어트 음료(diet soda)는 일반적으로 칼로리가 거의 또는 전혀 없는 무설탕, 인공 감미료 음료를 말한다. 당뇨병 환자나 당분 및 칼로리 섭취를 줄이고자 하는 사람들을 위해 판매되고 있다. 특정 국가에서는 "다이어트" 대신 "제로"나 "라이트"라는 용어를 사용하는 경우가 많다.
많은 사람들이 설탕의 건강 위험과 카페인의 건강 위험에 대해 걱정하고 있는데, 다이어트 전문가들은 다이어트 음료가 혈당 및 체중 관리에 도움을 줄 수 있다고 말했다.

## 역사
다이어트 음료는 1878년 사카린의 발견 이후 만들어졌고, 1949년 스페인의 마드리드에서 시클라메이트를 사용하면서 본격적으로 판매되었다.
미국에선 음료의 설탕 대신 시클라민산 칼슘을 사용했다. 미국인들의 체중이 늘어나자 커쉬는 다이어트 음료를 판매하기 시작했고 1953년까지 뉴욕과 주변 지역에서 인기를 얻었다. 1954년 캐나다의 드라이 글래머가 인기를 얻었다.
1958년, 로열 크라운 콜라(RC)는 설탕대신 시클라메이트와 사카린을 넣은 다이어트 음료 다이어트 리트를 발명했다. RC는 1962년에 다이어트 리트를 판매하기 시작했다.
1963년, 페퍼는 다이어트 음료인 "다이어트 닥터 페퍼"를 출시했다. 같은 해, 코카콜라는 다이어트 음료 시장에 합류했다.
위의 다이어트 음료들은 모두 시클라민산 나트륨과 사카린을 사용했으나 건강에 좋지 않았다. 1969년 위스콘신 대학에서 실험 결과, 실험용 쥐에서 시클라메이트를 넣은 다이어트 음료가 방광암을 유발한다는 것을 발견했다. 시클라메이트 제조업체인 애벗 랩스의 연구진이 뒤를 이었다. 이 실험으로 시클라메이트가 사람에게 암을 유발한다는 사실을 사람들은 알게 되었다. FDA는 즉시 1970년에 식품과 음료 제품에 시클라메이트를 금지했다. 다이어트 탄산음료에는 사카린만이 사용되었다. 시클라메이트가 금지된 후 다이어트 탄산음료 시장 점유율은 전체 20%에서 3%로 떨어졌다.
1980년 사카린의 암 유발에 관한 추가 연구 이후 대부분의 제조업체들은 1983년, 사카린 대신 아스파탐으로 감미료를 바꾸어서 다이어트 음료를 판매했다.
1990년 새로운 연구들이 사카린이 암을 유발하지 않는다는 것을 증명했다. 하지만 코카콜라는 사카린 일부를 뉴트라 스위트로 대체했다.
2002년까지 일부 음료 회사들은 바닐라와 레몬과 같은 맛을 제품에 포함했다. 곧 다이어트 음료도 이런 맛으로 판매되었다. 2004년까지 일부 알코올 회사들은 무설탕 알코올 또는 "다이어트" 알코올 제품도 출시했다.

## 감미료
다이어트 음료에서 설탕을 대체하기 위해 여러 감미료가 사용된다. 전체적으로 사용되는 주요 감미료에는 아스파탐, 사카린, 수크랄로스, 시클라민산 나트륨, 아세설팜칼륨, 스테비아 등이 있다.
인공 감미료는 비열량 감미료를 사용하여 정확한 맛을 만드는 것이다. 개발과 연구를 위해 계속 실험이 진행되고 있다.
대부분의 감미료는 "쓴맛"과 "단맛"으로 표현되는 뒷맛을 지니고 있다. 이 뒷맛을 느끼는 지각에 대한 연구가 집중적으로 이루어졌고 그 결과 사람마다 다른 유전적 인자가 기저에 있는 것으로 나타났다.
친환경 감미료에 대한 인기가 높아지고 인공 감미료가 건강에 미치는 영향에 대한 걱정이 높아지자 제조업체들은 친환경적인 새로운 감미료를 찾도록 했다.

## 감미료 정보
아래 표는 2012년 미국 시장이 제공한 다이어트 음료의 감미료를 표시한다.
| 음료                      | 아스파탐 (mg) | 아스파탐 (mg) | 아세설팜칼륨 (mg) | 아세설팜칼륨 (mg) | 수크랄로스 (mg) | 수크랄로스 (mg) | 인 (mg) |    |
| ------------------------- | ------------- | ------------- | ----------------- | ----------------- | --------------- | --------------- | ------- | -- |
| 다이어트 콜라             | 188           | 188           | 0                 |                   | 0               |                 | 27      | 27 |
| 코카콜라 제로 슈가        | 87            | 87            | 47                | 47                | 0               |                 | 54      | 54 |
| 다이어트 펩시             | 124           | 124           | 32                | 32                | 0               |                 | 33      | 33 |
| 다이어트 펩시 라임        | 125           | 125           | 32                | 32                | 0               |                 | 89      | 89 |
| 다이어트 펩시 바닐라      | 125           | 125           | 32                | 32                | 0               |                 | 89      | 89 |
| 펩시 맥스                 | 125           | 125           | 32                | 32                | 0               |                 | 42      | 42 |
| 펩시 넥스트               | 36            | 36            | 18                | 18                | 14              | 14              | 33      | 33 |
| 다이어트 닥터 페퍼        | 185           | 185           | 0                 |                   | 0               |                 | 50      | 50 |
| 다이어트 마운틴 듀        | 86            | 86            | 27                | 27                | 27              | 27              | 0       |    |
| 스프라이트 제로 슈가      | 75            | 75            | 51                | 51                | 0               |                 | 0       |    |
| 프레스카                  | 75            | 75            | 51                | 51                | 0               |                 | 0       |    |
| 바르크 다이어트 루트 맥주 | 99            | 99            | 61                | 61                | 0               |                 | 0       |    |

## 같이 보기
- 다이어트
- RC콜라